# آلاسکا، زیمبابوه
الاسکا، زیمبابوه (به لاتین: Alaska, Zimbabwe) یک منطقهٔ مسکونی در زیمبابوه است که در زیمبابوه واقع شده‌است.

## خصوصیات
الاسکا ۴٬۵۷۵ نفر جمعیت دارد و ۱٬۲۰۰ متر بالاتر از سطح دریا واقع شده‌است.